# Козлов, Сергей Викторович
Серге́й Ви́кторович Козло́в (16 марта 1959, Ростов-на-Дону, СССР) — российский флотоводец, начальник Управления навигации и океанографии Минобороны России (2006—2010), начальник Военно-топографического управления Генерального штаба ВС России – начальник Топографической службы ВС России (2010–2015), контр-адмирал (12.06.2004), кандидат политических наук.

## Биография
Родился 16 марта 1959 года в городе Ростове-на-Дону в семье военнослужащего.
В 1981 году с отличием окончил штурманский факультет Высшего военно-морского училища имени М. В. Фрунзе.
В 1992 году окончил Военно-морскую академию имени Н. Г. Кузнецова с золотой медалью.
В 2003 году с отличием окончил Академию государственной службы при Президенте Российской Федерации.
В 1981 году был направлен на Северный флот, где прошёл путь от инженера электронавигационной службы до флагманского штурмана соединения атомных подводных лодок.
В 1992 году назначен на должность флагманского штурмана объединения атомных подводных лодок Северного флота.
В 1998 году переведен в Главный штаб Военно-Морского Флота на должность заместителя главного штурмана, а с 14 мая 2003 года становится главным штурманом ВМФ.
18 июля 2006 года назначен начальником Управления навигации и океанографии Министерства обороны Российской Федерации – начальником гидрографической службы Военно-Морского флота.
С июля 2010 года по март 2015 года начальник Военно-топографического управления Генерального штаба Вооруженных сил Российской Федерации — начальник Топографической службы Вооруженных сил Российской Федерации.

#### Судебные разбирательства
В сентябре 2013 года Следственный комитет завершил работу по делу о превышении контр-адмиралом Сергеем Козловым служебных полномочий.
Уголовное дело с утверждённым обвинительным заключением было направлено в военный суд для рассмотрения по существу. Представитель Минобороны заявил гражданский иск о возмещении С. В. Козловым причиненного государству ущерба на сумму свыше 27 миллионов рублей.
По данным следствия, в июле 2010 года контр-адмирал Козлов отдал начальнику 280 Центрального картографического предприятия Минобороны России Юрию Рожкову противозаконный приказ о заключении лицензионных договоров с компаниями «Чарт-Пилот» и «Транзас».
По условиям контракта эти компании получили право на распространение электронных навигационных морских карт в формате Международной гидрографической организации. В Следственном комитете подчеркнули, что эти карты являлись интеллектуальной собственностью России. В результате государству причинен ущерб на сумму более 9,5 миллионов рублей.
Кроме того, С. В. Козлов попал под обвинение в мошенничестве, так как, владея жильём в подмосковном городе Истре, подал документы в центральную жилищную комиссию Минобороны и Управление делами президента России как не имеющий квартир ни в собственности, ни по договору соцнайма. Контр-адмирала признали нуждающимся и в 2008 году выдали 72-метровую квартиру в Москве за 18,5 миллионов рублей. Её приватизировала падчерица контр-адмирала Козлова. Военачальник отверг обвинение, пояснив, что истринское жилье строили его родители, им же оно и принадлежит, и фактически к нему он отношения не имеет.
В итоге 17 марта 2014 года судья 224-го военного гарнизонного суда приговорил С. В. Козлова к 300 тысячам рублей штрафа и удовлетворил гражданский иск Минобороны на 18,5 миллионов рублей. Ленинградский окружной военный суд оставил этот приговор без изменений и он вступил в законную силу.

## Награды
Ордена и медали:
- орден «За личное мужество» (1994)[7]
- орден «За военные заслуги»
- юбилейная медаль «300 лет Российскому флоту»
- медаль «В память 300-летия Санкт-Петербурга»
- медаль «70 лет Вооружённых Сил СССР»
- медаль «За укрепление боевого содружества»
- медаль «За отличие в военной службе» I и II степени
- медаль «За безупречную службу» III степени
- медаль «200 лет Министерству обороны»
- медаль «Адмирал Флота Советского Союза Н. Г. Кузнецов»
- медаль «За службу в подводных силах»

Звания:
- учёная степень «кандидат политических наук».